# Uspanteks
Els uspanteks són un grup ètnic d'origen maia de Guatemala. La seva llengua indígena és també anomenada uspantek i està estretament relacionat amb el quitxé. Els uspanteks viuen als municipis d'Uspantán i Playa Grande Iscan, al departament d'El Quiché.